# Ernst von Hoeppner
Ernst Wilhelm Arnold von Hoeppner, né le 14 janvier 1860 et mort le 26 septembre 1922, est un général prussien qui servit dans l'armée allemande durant la Première Guerre mondiale, d'abord comme chef d'état-major d'une armée, puis comme commandant des forces aériennes (Luftstreitkräfte).

## Début de carrière
Ernst von Hoeppner est né en Poméranie, une des provinces du royaume de Prusse. Comme il est le fils d'un officier, il entre à l'école des cadets (Kadettenanstalt) de Potsdam en 1872, d'où il sort en 1879 avec le grade de Sekondelieutnant et une place au 6e régiment de dragons à Stendal. Il intègre la Kriegsakademie de Berlin en 1889, puis travail au Grand État-Major général (Großer Generalstab) en 1893, à la section ferroviaire. Il assure le commandement de 1893 à 1899 d'un escadron du 14e régiment de dragons à Colmar, puis passe successivement aux états-majors de la 29e division d'infanterie (à Fribourg-en-Brisgau) et 39e division d'infanterie (à Colmar).
En 1902, Hoeppner revient au grand état-major général à Berlin, dans la section 9. Puis en 1904 il passe à l'état-major du 9e corps d'armée à Altona. Le 1er octobre 1905, il est de retour au grand état-major général, comme chef de section. En 1906, il passe lieutenant-colonel et prend le commandement du 13e régiment de hussards à Diedenhofen (Thionville). En 1908, il a le poste de chef d'état-major du 7e corps d'armée à Münster. En septembre 1912 il prend le commandement de la 4e brigade de cavalerie à Bromberg et obtient l'anoblissement en 1913.

## Première Guerre mondiale
Lors de la mobilisation allemande de 1914, Hoeppner est nommé chef d'état-major de la 3e armée, commandée par Max von Hausen, puis après la bataille de la Marne par Karl von Einem. Le 14 février 1915, il prend le commandement de la 17e division de réserve, puis le 30 juin 1915 il est nommé chef d'état-major de la 2e armée commandée par Fritz von Below, avant de repasser le 12 avril 1916 commandant de la 75e division de réserve.

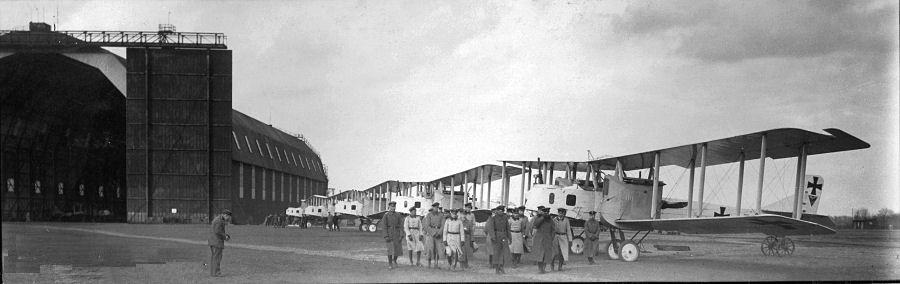
Inspection par le général Hoeppner des bombardiers Gotha G.IV sur l'aérodrome de Gontrode, en Belgique.

En octobre 1916, Erich Ludendorff choisit Hoeppner comme commandant des forces aériennes (Kommandierender General der Luftstreitkräfte : Kogenluft) avec le grade de Generalleutnant, dépendant directement de l'OHL. Hoeppner regroupe sous ses ordres les différentes unités qui dépendaient antérieurement de plusieurs commandement, puis il réorganise les unités de chasseurs en Jagdgeschwader (escadrons de chasse). Le 8 avril 1917, il reçoit la décoration Pour le Mérite.

## Après-guerre
Après l'armistice du 11 novembre 1918, les forces aériennes allemandes sont dissoutes en janvier 1919. Hoeppner est nommé commandant du 18e corps d'armée à Francfort-sur-le-Main le 10 avril 1919, mais il passe en disponibilité à sa demande en novembre 1919, avec le grade de General der Kavallerie.
En 1921, il fait publier son ouvrage d'histoire militaire Deutschlands Krieg in der Luft. Il meurt de la grippe espagnole en 1922.